# Nachal Uza
Nachal Uza (hebrejsky: נחל עוזה) je vádí na pomezí pahorkatiny Šefela a pobřežní nížiny v Izraeli. Začíná v nadmořské výšce okolo 150 metrů severně od vesnic Even Šmu'el a Ejtan poblíž dálnice číslo 40. Směřuje pak k severu mírně zvlněnou, zemědělsky využívanou krajinou. Z východu míjí vesnici Uza. Od jihu vstupuje do zastavěného území města Kirjat Gat, kde pak zleva ústí do toku Nachal No'am.